# André Dassary
Pour les articles homonymes, voir Deyhérassary.
Pour l’article ayant un titre homophone, voir Dassari.
Pour l’article ayant un titre homophone, voir Dassari.
 (juin 2025).
Si vous disposez d'ouvrages ou d'articles de référence ou si vous connaissez des sites web de qualité traitant du thème abordé ici, merci de compléter l'article en donnant les références utiles à sa vérifiabilité et en les liant à la section « Notes et références ».
André Dassary, né André Deyhérassary le 10 septembre 1912 à Biarritz et mort le 7 juillet 1987 dans la même ville, est un chanteur d'opérette français.

## Biographie
Après des études secondaires à l'école Saint-Genès de Bordeaux, il se destine d'abord à l'hôtellerie, il se passionne pour le sport et devient masseur professionnel — il accompagne à ce titre l'équipe de France aux jeux mondiaux universitaires de 1937 à Paris. Titulaire d'un premier prix de chant, d'opérette et d'opéra-comique au conservatoire de Bordeaux, il commence sa carrière artistique au sein des Collégiens de Ray Ventura.
Captif en Allemagne au début de la Seconde Guerre mondiale, il est libéré et atteint la notoriété sous l'Occupation, notamment avec l'opérette L'Auberge qui chante (1941) et une chanson tout à la gloire de Pétain, Maréchal, nous voilà !, devenue emblématique du régime de Vichy — et qui, après guerre, lui attire quelques critiques, bien que son succès n'ait pas faibli par la suite (disque d'or pour un million d'albums vendus en 1952).
Parmi ses succès on retiendra particulièrement Ramuntcho (1944), une chanson de Vincent Scotto pour la musique et Jean Rodor pour les paroles. Il a été la vedette de l'opérette La Toison d'or de Francis Lopez et Raymond Vincy créée au théâtre du Châtelet en 1954.
À partir de 1961, avec la vague des yéyés qui débarque en France, la vente de ses disques baisse considérablement et il est considéré par les plus jeunes comme « ringard ». À partir des années 1960, il fait le choix de diminuer ses apparitions publiques et médiatiques.
Il est le père de la comédienne Évelyne Dandry. Il est inhumé au cimetière du Sabaou à Biarritz.